# Horisme exors
Horisme exors là một loài bướm đêm trong họ Geometridae.